# Strada nazionale 33
La strada nazionale 33 era una strada nazionale del Regno d'Italia, che congiungeva Milano con Casteggio.
Venne istituita nel 1923 con il percorso "Milano - Pavia - Casteggio".
Nel 1928, in seguito all'istituzione dell'Azienda Autonoma Statale della Strada (AASS) e alla contemporanea ridefinizione della rete stradale nazionale, il suo tracciato costituì un tratto intermedio della strada statale 35 dei Giovi.